# Kitamura Eri
Kitamura Eri (喜多村 英梨 (Hỉ Đa Thôn Anh Lê)) là một seiyū người Nhật và là một ca sĩ. Cô sinh ngày 16 tháng 8 năm 1987 tại Tokyo, Nhật. Cô nổi tiếng với vai lồng tiếng trong Blood+ với vai Otonashi Saya và hát ED số 3 của bộ phim Konjiki No Gash Bell (Zatch Bell). Cô còn là một nữ họa sĩ manga nghiệp dư tại Nhật. Và Cô còn làm ngân hàng âm thanh (Sound Bank) cho Vocaloid CUL-REBIRTH.

## Các vai lồng giọng
Nhân vật chính được in đậm.

### Anime
2003
- Last Exile (Tatiana Wisla)

2004
- Mermaid Melody Pichi Pichi Pitch Pure (Seira)

2005
- Blood+ (Saya Otonashi)

2006
- Le Chevalier D'Eon (Anna Rochefort)
- Night Head Genesis (Yoshimi Taniguchi - rập 6,7)
- Simoun (Amuria)

2007
- Idolmaster: Xenoglossia (Makoto Kikuchi)
- Ikki Tousen (Kakouen Myousai)
- Jigoku Shōjo: Futakomori (Juri Moriuchi - tập 20)
- Kaze no Stigma (Michael Harley)
- Kodomo no Jikan (Rin Kokonoe)
- Minami-ke (Yuka Uchida)
- Potemayo (Sunao Moriyama)
- Seto no Hanayome (Akeno Shiranui)
- Skull Man (Child)
- Touka Gettan (Makoto Inukai)
- Toward the Terra (Tony trẻ)
- You're Under Arrest! (Yukari)

2008
- Amatsuki (Yakou)
- Blassreiter (Rene)
- Chaos;Head (Rimi Sakihata)
- Ga-rei -Zero- (Natsuki Kasuga)
- Ikki Tousen: Great Guardians (Kakouen Myousai)
- Jigoku Shōjo: Mitsuganae (Nishino Chizuru - tập 9)
- Junjo Romantica: Pure Romance (Kamijo Hiroki trẻ)
- Kemeko Deluxe! (Sanpeita Kobayashi)
- Kodomo no Jikan (Rin)
- Kyōran Kazoku Nikki (Akeru Nishikura)
- Minami-ke: Okawari (Yuka Uchida)
- Nogizaka Haruka no Himitsu (Ryōko Sawamura)
- Noramimi (Cinnamon)
- Persona: Trinity Soul (Cha của Takurō Sakakiba)
- Shigofumi: Letters from the Departed (Ran Yahiro - tập 4)
- Toradora! (Ami Kawashima)
- Vampire Knight (Rima Touya)
- Vampire Knight Guilty (Rima Touya)
- Yatterman (2008) (Horita - tập 21)

2009
- Asura Cryin' (Rikka Kurasawa)
- Asura Cryin' 2 (Rikka Kurasawa)
- Bakemonogatari (Karen Araragi)
- Fairy Tail (Cana Alberona, Aquarius)
- Fresh Pretty Cure! (Miki Aono/Cure Berry)
- Kanamemo (Hinata Azuma)
- Kurokami: The Animation (Kakuma)
- Minami-ke: Okaeri (Yuka Uchida)
- NEEDLESS (Eve Neuschwanstein)
- Nogizaka Haruka no Himitsu: Purezza (Ryōko Sawamura)
- Sora Kake Girl (Lily)
- Umineko no Naku Koro ni (Chiester 410)
- Taishō Baseball Girls (Shizuka Tsukubae)
- Tokyo Magnitude 8.0 (Mayu - tập 1)
- Yumeiro Patissiere (Mari Tennouji, Honey)

2010
- Angel Beats! (Yui)
- Dance in the Vampire Bund (Nelly)
- Fairy Tail (young Gray Fullbuster, Cana Alberona)
- Highschool of the Dead (Saya Takagi)
- Kuragehime (Sara)
- Queen's Blade: The Exiled Virgin (Alleyne)
- Queen's Blade 2: The Evil Eye (Alleyne)
- So Ra No Wo To (Kureha Suminoya)
- Tatakau Shisho: The Book of Bantorra (Hamyuts Meseta trẻ)
- Working!! (Yachiyo Todoroki)
- Yumeiro Patissiere SP Professional (Mari Tennouji, Honey)

2011
- 30-sai no Hoken Taiiku (Pī-chan, Kū-chan)
- Ao no Exorcist (Kamiki Izumo)
- C³ (Kirika Ueno)
- Freezing (Ganessa Roland)
- Mayo Chiki! (Kanade Suzutsuki)
- Nurarihyon no Mago: Sennen Makyou (Rikuo Nura trẻ)
- Oniichan no Koto Nanka Zenzen Suki Janain Dakara ne!! (Nao Takanashi)
- Puella Magi Madoka Magica (Sayaka Miki)
- Sengoku Otome: Momoiro Paradox (Mitsuhide Akechi)
- Softenni (Kotone Sawanatsu)
- Last Exile: Fam The Silver Wing (Tatiana Wisla)
- Rio: Rainbow Gate! (Misery)
- Working'!! (Yachiyo Todoroki)

2012
- Nisemonogatari (Karen Araragi)
- Papa no Iukoto wo Kikinasai! (Miu Takanashi)
- Haiyore! Nyaruko-san (Mahiro Yasaka)
- Black Rock Shooter (Kagari Izuriha)

### OVA
- Denpa teki na Kanojo (Nao Hirose)
- Durarara!! (Mairu Orihara)
- Fairy Tail: Welcome to Fairy Hills!! (Cana Alberona, Aquarius)
- Koharu Biyori (Yui)
- My-Otome 0~S.ifr~ (Sister Hermana Shion)
- Princess Resurrection (Riza Wildman)

### Games
- Ar tonelico III (Finnel)
- Atelier Rorona: The Alchemist of Arland (Cuderia von Feuerbach)
- Atelier Totori: The Adventurer of Arland (Cuderia von Feuerbach)
- Chaos;Head (Rimi Sakihata)
- Chaos;Head Love Chu Chu! (Rimi Sakihata)
- Corpse Party BloodCovered:...Repeated Fear (Yuka Mochida)
- Corpse Party: Book of Shadows (Yuka Mochida)
- Dengeki Gakuen RPG: Cross of Venus (Kizuna Kasugai)
- Disgaea 4: A Promise Unforgotten (Vulcanus)
- Duke Nukem Forever (Mary Holsom; dub tiếng Nhật)
- Heroes Phantasia (Saya Otonashi)
- Hyperdimension Neptunia Mk2 (UNI (Black Sister))
- Koumajou Densetsu II: Stranger's Requiem (Remilia Scarlet, Sunny Milk)
- Luminous Arc 3 (Yuu)
- Misshitsu no Sacrifice (Asuna)
- No More Heroes: Heroes' Paradise (Shinobu)
- Rewrite (Akane Senri)
- Rune Factory 3 (Chocolat)
- Shinkyoku Soukai Polyphonica (Snow Drop)
- Street Fighter X Tekken (Juri Han)
- Super Street Fighter IV (Juri Han)
- Tatsunoko vs. Capcom: Cross Generation of Heroes/Ultimate All Stars (Gan-chan hay Yatterman No. 1)
- Tales of Phantasia: Narikiri Dungeon X (Rondoline E. Effenberg)
- Toradora! Portable (Ami Kawashima)

### Drama CD
- Karneval (Kiichi)

## Âm nhạc

### Singles
- Before the Moment, 21 tháng 4 năm 2004
- つよがり(Tsuyogari), 8 tháng 8 năm 2008
- REALIZE, 23 tháng 7 năm 2008
- Guilty Future, 21 tháng 1 năm 2009
- Be Starters!, 10 tháng 8 năm 2011
- 紋(Shirushi), 9 tháng 11 năm 2011
- Happy Girl, 8 tháng 2 năm 2012

### Nhạc Anime
2004
- Mermaid Melody Pichi Pichi Pitch "Before the Moment"
- Mermaid Melody Pichi Pichi Pitch "Beautiful Wish"
- Mermaid Melody Pichi Pichi Pitch "Birth of Love"
- Zatch Bell "Tsuyogari"
- Kuryū Yōma Gakuenki "Aokikiyoku"

2007
- Toukan Gettan "Yume Oboro" (với Mariya Ise và Saori Hayami)
- Idolmasters XENOGLOSSIA "Honoo no Sadame"
- Seto no Hanayome "Rasen"
- Kodomo no Jikan "Rettsu! Ohime-Sama Dakko!" (với Kei Shindō và Mai Kadowaki)
- Kodomo no Jikan "Otome Chikku Shoshinsha Desu" (với Kei Shindō và Mai Kawadoki)
- Koharu Biyori "Apron Dake wa Toranaide"
- Koharu Biyori "Oppai wa Dame"
- Koharu Biyori "Love Song kamo Shirenai" (với Akesaka Satomi)
- Kodomo no Jikan "Sensei.. Hajimete Desu Ka?"

2008
- ToraDora! "Pre-Parade" (với Rie Kugimiya và Yui Horie)
- ToraDora! "Ka Ra Ku Ri" (với Rie Kugimiya và Yui Horie)
- Seto no Hanayome "Mirai He Go" (với Rika Morinaga)

2009
- ToraDora! "Orange" (với Rie Kugimiya và Yui Horie)
- ToraDora! "Yes!"
- ToraDora! "Holy Night" (với Rie Kugimiya)
- ToraDora! "Complete" (với Rie Kugimiya và Yui Horie)
- ToraDora! "Please Freeze" (với Rie Kugimiya và Yui Horie)
- Minami-ke "Seenotsu" (với Aki Toyosaki)
- NEEDLESS "Aggressive Zone" (với Aya Endo, Yui Makino, Emiri Katou và Saori Gotō)
- NEEDLESS "WANTED! for the love" (với Aya Endo, Yui Makino, Emiri Katou và Saori Gotō)
- BLOOD + "Ashita he... shining future"
- Kodomo no Jikan "Guilty Future"

2010
- Working!! "SOMEONE ELSE" (với Kana Asumi và Saki Fujita)

2011
- Onii-chan no Koto Nanka Zenzen Suki Janain Dakara ne "Taste of Paradise"
- Onii-chan no Koto Nanka Zenzen Suki Janain Dakara ne "YELL ~Whistle wa Sono Mune ni~"
- Onii-chan no Koto Nanka Zenzen Suki Janain Dakara ne "Ari Ari Mirai*" (với Marina Inoue và Kazusa Aranami)
- Onii-chan no Koto Nanka Zenzen Suki Janain Dakara ne "Kimi ni OVERFLOW"(với Marina Inoue và Kazusa Aranami)
- Onii-chan no Koto Nanka Zenzen Suki Janain Dakara ne "Thrilling Everyday"
- Onii-chan no Koto Nanka Zenzen Suki Janain Dakara ne "Catch My HOPE"
- Sengoku Otome: Momoiro Paradox"SENGOKU GROOVE" (với Rina Hidaka, Megumi Toyoguchi và Yuka Hirata)
- Puella Magi Madoka Magica "And I'm Home" (với Ai Nonaka)
- Working!! "Colorful Days"
- Working!! "Wagnaria Sanga ~ A day of Todoroki Yachiyo"
- Working'!! "Coolish Walk" (với Kana Asumi và Saki Fujita)
- Mayo Chiki! "Be Starters!"
- Mayo Chiki! "Kimi Ni Gohoushi" (với Yuka Iguchi và Mariya Ise)
- Mayo Chiki! "Give Me Everything"
- Papa no Iu Koto o Kikinasai!(Listen to Me, Girls. I Am Your Father!)- "Happy Girl"
- Papa no Iu Koto o Kikinasai!(Listen to Me, Girls. I Am Your Father!)- "Brilliant Days"
- C3 -CubexCursedxCurious- "Hana"
- C3 -CubexCursedxCurious- "Shirushi"

2012
- C3 -CubexCursedxCurious- "My Wish"
- ToraDora! "√HAPPYEND" (với Kugimiya Rie và Horie Yui)
- Nisemonogatari - "marshmallow justice"

## Thông tin khác
- Kitamura có làm việc chung với đồng nghiệp Kanemoto Hisako vài lần trong việc lồng giọng cho các nhân vật chị em.
  - Trong Durarara!!, Kitamura lồng giọng cho Orihara Mairu trong khi Kanemoto lồng giọng cho Kururi.
  - Trong Koumajou Densetsu 2: Stranger's Requiem, Kitamura lồng giọng cho Remilia Scarlet trong khi Kanemoto lồng giọng cho Flandre.